# The Kid (film)
The Kid – amerykański western z 2019 roku w reżyserii Vincenta D’Onofrio.

## Obsada
- Ethan Hawke jako Pat Garrett
- Dane DeHaan jako Billy Kid
- Jake Schur jako Rio Cutler
- Leila George jako Sara Cutler
- Chris Pratt jako Grant Cutler
- Adam Baldwin jako Bob Olinger
- Vincent D’Onofrio jako szeryf Romero
- Keith Jardine jako Pete
- Chris Bylsma jako Charlie Bowdre
- Clint Obenchain jako Tom Pickett
- Chad Dashnaw jako Dave Rudabaugh
- Charlie Chappell jako Billy Wilson
- Joseph Santos jako James George Bell
- Hawk D'Onofrio jako Oran Moler
- Jenny Gabrielle jako Mirabel

## Fabuła
Rio Cutler przemierza południowo-zachodnie stany USA, aby uratować swoją siostrę Sarę z rąk nikczemnego wuja Granta Cutlera. Po drodze spotyka szeryfa Pata Garretta, w czasie gdy ściga on bandytę Billy'ego Kida. Los chłopaka splata się z życiem dwóch legendarnych postaci. Ostatecznie Rio musi wybrać po czyjej stronie stanąć, aby uratować siostrę.